# Jose Vitug
Jose C. Vitug (Manilla, 15 juli 1934) is een voormalig Filipijns rechter. Vitug was van 1993 tot 2004 rechter van het Filipijns hooggerechtshof en wordt in de Filipijnen beschouwd als een autoriteit op het gebied van belastingrecht, bedrijfsrecht en civielrecht.

## Biografie
Vitug behaalde in 1956 zijn Bachelor-diploma Rechten en slaagde in hetzelfde jaar ook voor het toelatingsexamen (bar exam) voor de Filipijnse balie. Drie jaar later behaalde hij ook zijn Master-diploma Rechten. 
Vitug was voor zijn benoeming tot rechter van het Filipijns hooggerechtshof onder andere werkzaam als universitair docent of examinator aan de Adamson University, de Arellano University, Ateneo de Manila, de Far Eastern University, Lyceum of the Philippine, Manila Review Center, de Manuel L. Quezon University, Metropolitan Review Center, National Bar Review Center, het San Beda College, de University of the Philippines en de University of Santo Tomas. Hij schreef bovendien vele boeken op het gebied van belastingrecht, bedrijfsrecht en civielrecht. Ook was hij partner in het advocatenkantoren Dizon and Vitug; Dizon, Faculdo, Jurado and Vitug; Dizon, Vitug and Fajardo.
In 28 juni 1993 werd Vitug benoemd tot rechter in het Filipijns hooggerechtshof door toenmalig president Fidel Ramos. Op 14 juli 2004 liep zijn termijn af wegens het bereiken van de voor rechters verplichtte pensioenleeftijd van 70 jaar.
Na zijn termijn als rechter in het Filipijns hooggerechtshof had Vitug nog diverse functie in het Filipijnse bedrijfsleven. Zo was hij onder andere management-consultent voor Manila Electric (vanaf februari 2005), directeur van Aboitiz Equity Ventures (sinds mei 2005), Clark Electric Distribution en ABS-CBN Broadcasting Corporation (sinds 2007) en was hij van juli 2005 tot mei 2009 Voorzitter van de Raad van bestuur van de Philippine Stock Exchange.

## Bron
- Profiel van Jose C. Vitug, Website Filipijns hooggerechtshof